# ジャスト・ア・ジゴロ (1931年の映画)
『ジャスト・ア・ジゴロ』（Just a Gigolo）は、1931年に制作されたアメリカ合衆国のプレコード時代のロマンティック・コメディ映画でメトロ・ゴールドウィン・メイヤー (MGM) から公開された。監督は ジャック・コンウェイ、プロデューサーはアーヴィング・タルバーグで、ウィリアム・ヘインズ、アイリーン・パーセル、C・オーブリー・スミス、レイ・ミランドらが出演した。本作は、同じ題名の1930年の舞台劇を翻案したものであり、舞台でもアイリーン・パーセルがロクサーナ・"ロキシー"・ハートレー役を演じていた。この映画では、楽曲「ジャスト・ア・ジゴロ (Just a Gigolo)」がフィーチャーされている。

## あらすじ
独身の貧乏貴族ロバート・ブルンメル卿（ウィリアム・ヘインズ）は、資産家のおじジョージ・ハンプトン卿（C・オーブリー・スミス）に嫁をもらって身を固めるよう命じられる。特定の女性に縛られることを嫌うブルンメルは、ジゴロを演じて、彼にふさわしい女性などいないことを証明しようとする。美しく、金持ちのロクサーナ・ハートレー（アイリーン・パーセル）と出会った彼は、彼女が彼の誘惑のテクニックにまったくなびかないことに苛立ちを募らせる。しかし、やがて彼は自分が彼女を愛していることに気づき、同時にロクサーナも彼の本当の姿を知り、思いに応える。

## キャスト
- ウィリアム・ヘインズ - ロバート・"ボビー"・ブルンメル卿 (Lord Robert 'Bobby' Brummel)
- アイリーン・パーセル - ロクサーナ・"ロキシー"・ハートレー (Roxana 'Roxy' Hartley)
- C・オーブリー・スミス - ジョージ・ハンプトン卿 (Lord George Hampton)
- シャーロット・グランヴィル（英語版） - レディー・ジェーン・ハートリー (Lady Jane Hartley)
- リリアン・ボンド - レディー・アガサ・キャロル (Lady Agatha Carrol)
- レイ・ミランド - フレディ (Freddie)
- ヨーラ・ダヴリル（英語版） - ロクサーナの侍女ポーリン (Pauline, Roxana's Maid)